# Ornella Vanoni e altre storie
Ornella Vanoni e altre storie, pubblicato nel 1973, è il decimo album in studio della cantante italiana Ornella Vanoni.

## Descrizione
Il disco raggiunse il terzo posto nella classifica di vendite.

## Tracce
1. Sto male (Je suis malade) - 3:59 - (Giorgio Calabrese- S.Lama - A.Dona)
2. Mi fa morire cantando (Killing me softly with his song) - 4:43 - (Giorgio Calabrese-Gimbel- Charles Fox)
3. Minuto per minuto  - 4:15 - (A.LoVecchio - Ornella Vanoni - Paolo Limiti -Roberto Soffici)
4. Ragazzo mio - 3:23 - (Luigi Tenco)
5. Se non è per amore (Por Amor) - 3:50 - (Giorgio Calabrese- Roberto Carlos - Erasmo Carlos)
6. Angeli e diavoli (Angels and devils the following day) - 2:39 - (Paolo Limiti-Doris Previn)
7. Superfluo - 4:08 - (Daiano - L.Albertelli - Roberto Soffici)
8. Per.. - 4:16 - ( A.LoVecchio - Shel Shapiro)
9. No (wrong) - 2:23 - (Paolo Limiti - D.Staedtler)
10. Se per caso domani - 3:04 - (Luciano Rossi)
11. Un bambino - 3:01 - (R.Arrouh)

## Formazione

### Artista
- Ornella Vanoni - voce

### Arrangiamenti
- Dario Baldan Bembo
- Gianfranco Lombardi
- Shel Shapiro
- Franco Orlandini